# Filippo Baggio

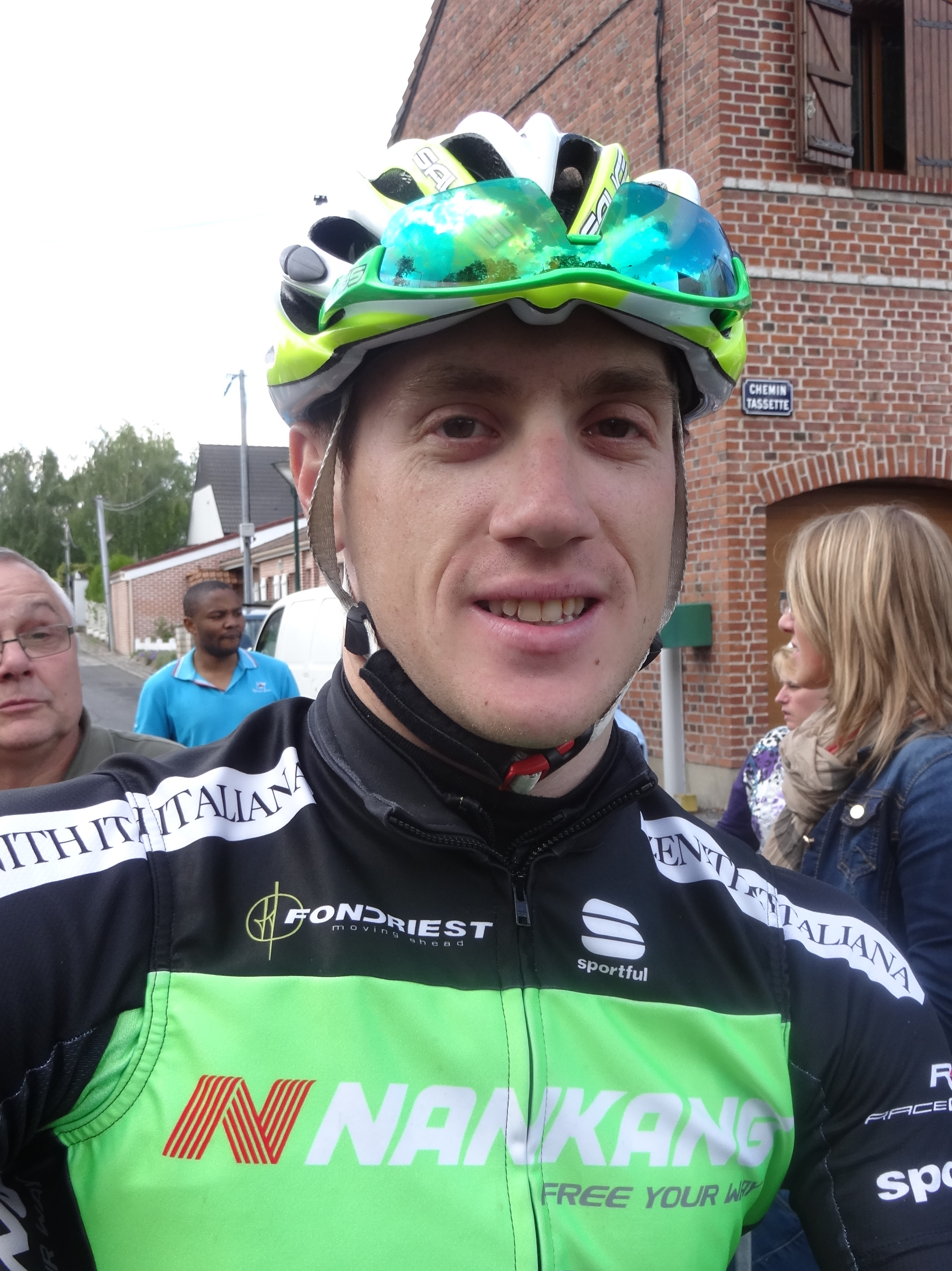
Filippo Baggio bei der Paris-Arras-Tour 2014

Filippo Baggio (* 5. Juni 1988 in Cittadella) ist ein ehemaliger italienischer Radrennfahrer.
Nachdem Baggio 2009 Zehnter beim Gran Premio della Liberazione wurde und den Circuito del Porto für sich entscheiden konnte, erhielt er zur Saison 2010 bei Ceramica Flaminia seinen ersten Vertrag bei einem internationalen Radsportteam. Seine wichtigsten Ergebnisse in den nächsten Jahren waren dritte Plätze beim GP Costa degli Etruschi 2012 und der Coppa Bernocchi 2013. Nach der Saison 2014 beendete er seine internationale Laufbahn.

## Erfolge
2009
- Circuito del Porto

## Teams
- 2010 Ceramica Flaminia
- 2011 De Rosa-Ceramica Flaminia
- 2012 Utensilnord Named
- 2013 Ceramica Flaminia-Fondriest
- 2014 Nankang-Fondriest